# Bicorp
Bicorp là một đô thị ở comarca Canal de Navarrés cộng đồng Valencia, Tây Ban Nha. Đô thị này có diện tích 136,5 km², dân số thời điểm năm 2006 là 621 người.